# Häg-Ehrsberg
Häg-Ehrsberg település Németországban, azon belül Baden-Württembergben. Lakosainak száma 807 fő (2023. december 31.).

## Népesség
A település népessége az elmúlt években az alábbi módon változott:
| Lakosok száma | 1129 | 1114 | 1016 | 944  | 949  | 986  | 883  | 853  | 887  | 807  |
|               | 1961 | 1967 | 1974 | 1980 | 1986 | 1993 | 1999 | 2005 | 2012 | 2023 |